# Saint-Bonnet-de-Rochefort
Saint-Bonnet-de-Rochefort ist ein zentralfranzösischer Ort und eine Gemeinde (commune) mit 714 Einwohnern (Stand: 1. Januar 2022) im Département Allier im Norden der Region Auvergne-Rhône-Alpes. Sie gehört zum Arrondissement Vichy und zum Kanton Gannat. 

## Lage
Saint-Bonnet-de-Rochefort liegt in der Landschaft des Bourbonnais etwa 28 Kilometer westnordwestlich von Vichy. Umgeben wird Saint-Bonnet-de-Rochefort von den Nachbargemeinden Naves im Norden und Nordwesten, Charroux im Norden und Nordosten, Jenzat im Osten, Mazerier im Südosten, Bègues im Süden, Ébreuil im Südwesten sowie Vicq im Westen. 

## Bevölkerungsentwicklung
| Jahr                       | 1962 | 1968 | 1975 | 1982 | 1990 | 1999 | 2006 | 2011 | 2016 | 2019 |
| Einwohner                  | 700  | 701  | 669  | 715  | 712  | 656  | 646  | 643  | 691  | 710  |
| Quellen: Cassini und INSEE |      |      |      |      |      |      |      |      |      |      |

## Verkehr
Am Westrand der Gemeinde führt die Autoroute A71 entlang.
Der Ort hat einen Bahnhof (Gare de Saint-Bonnet-de-Rochefort) an der Bahnstrecke Commentry–Gannat und wird im Regionalverkehr von Zügen des TER Auvergne-Rhône-Alpes bedient.

## Sehenswürdigkeiten
Siehe auch: Liste der Monuments historiques in Saint-Bonnet-de-Rochefort
- Kirche Saint-Bonnet
- Ehemaliges Pfarrhaus, heutiges Rathaus
- Schloss Rochefort, seit 1961/2015 Monument historique
- Schloss Les Ruilliers
- Viadukt von Rouzat, 1869 von der Firma Eiffel und Cie. erbaut, Monument historique seit 1965

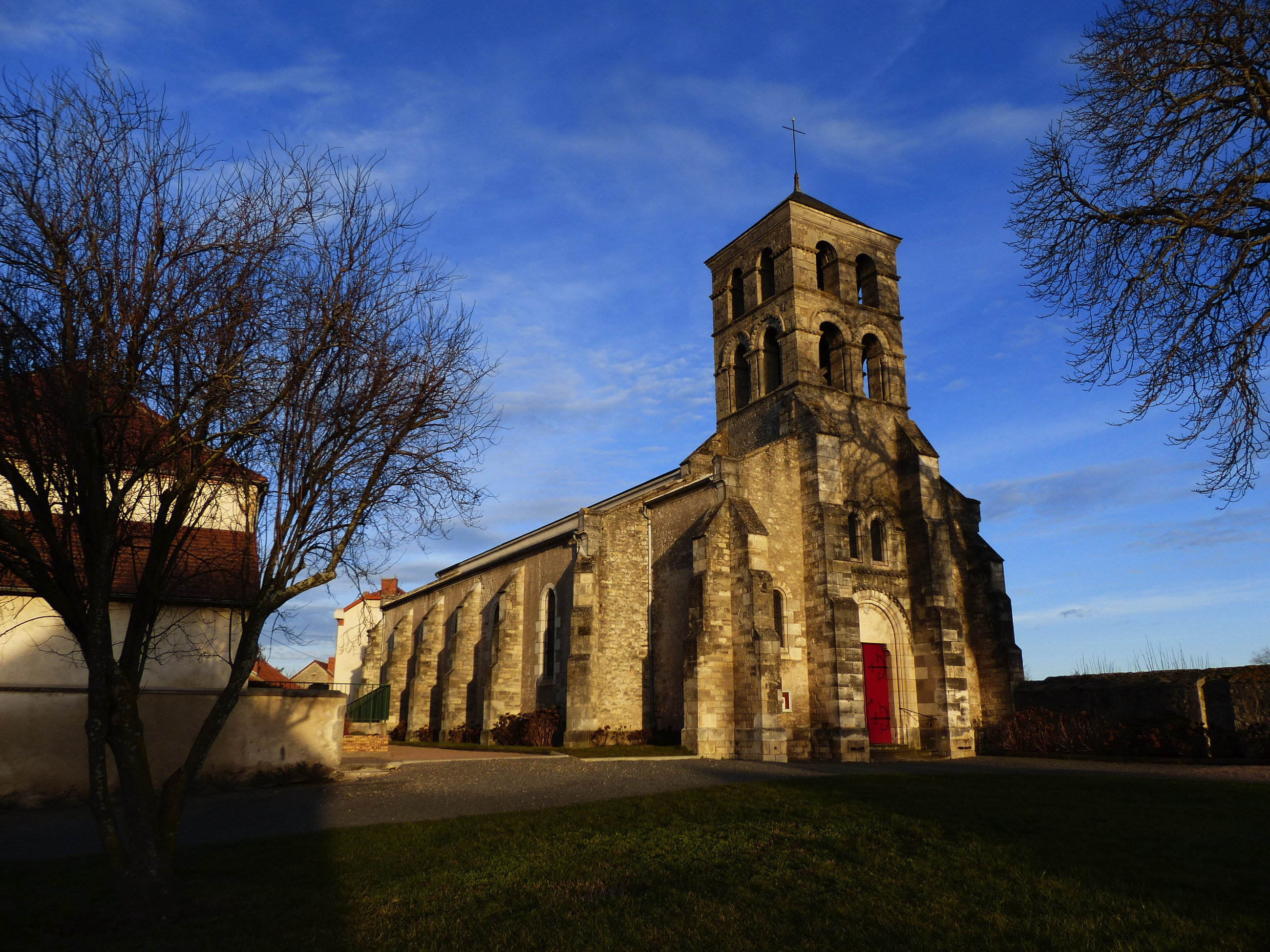
Kirche Saint-Bonnet
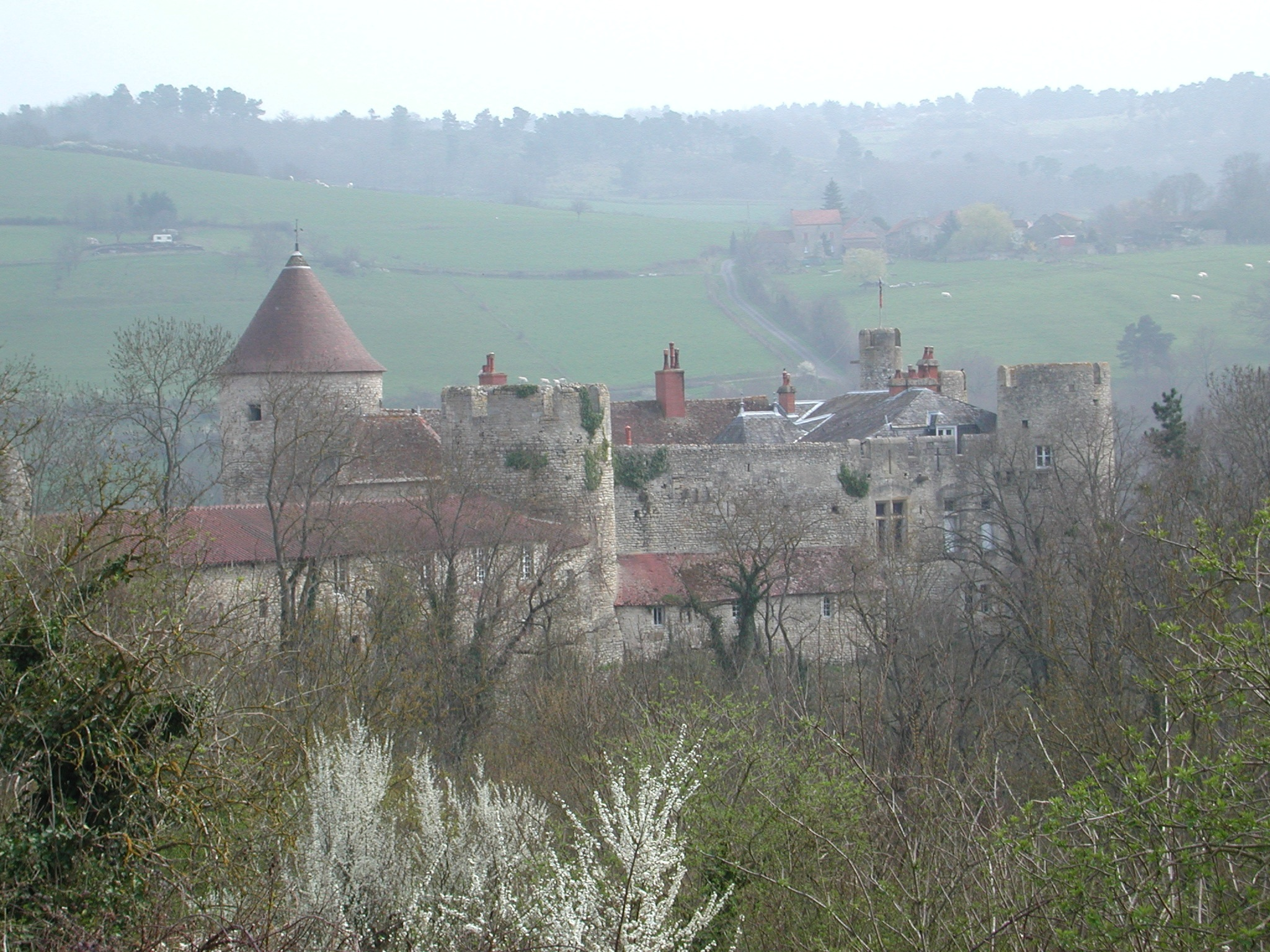
Schloss Rochefort
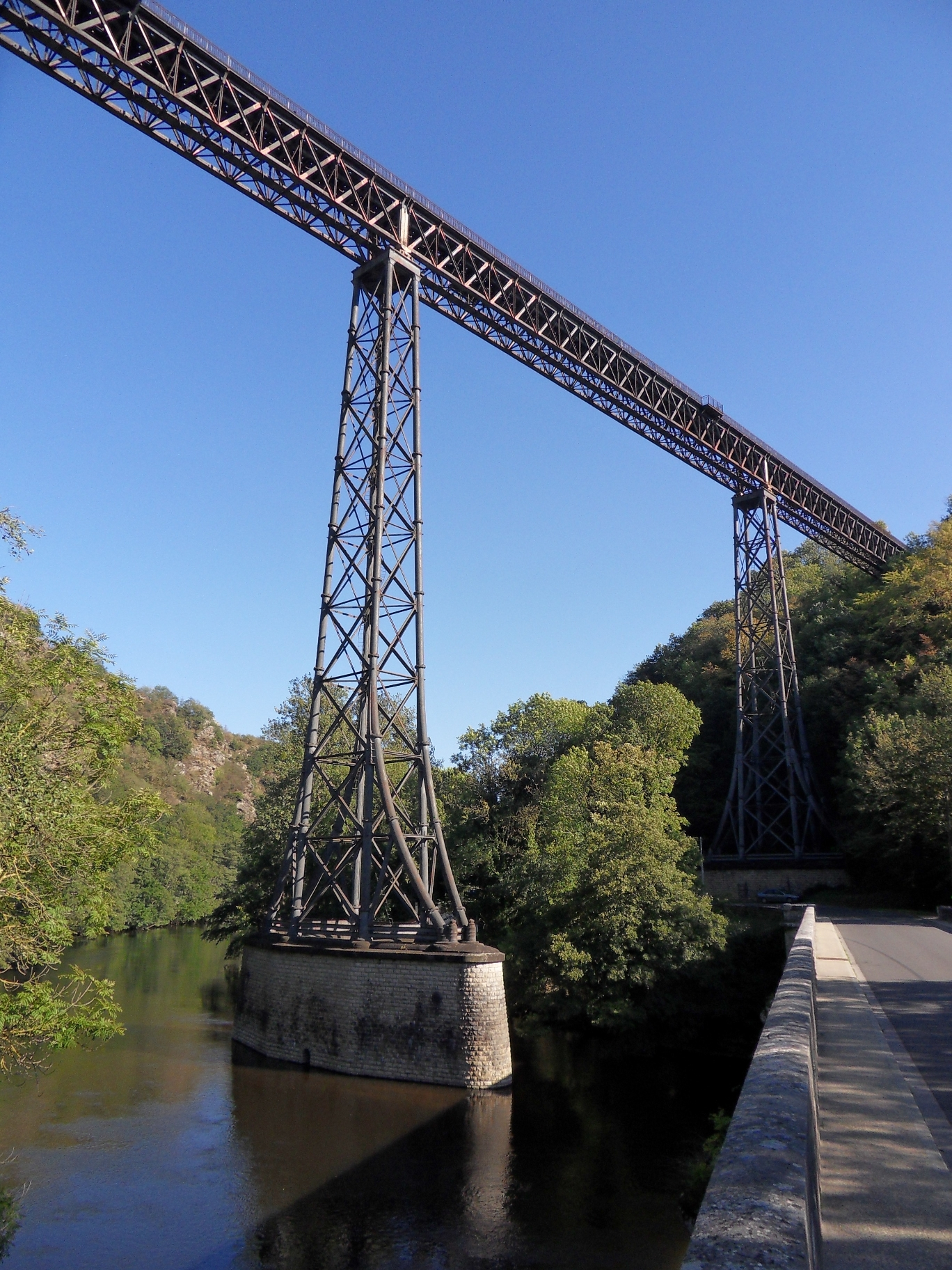
Viadukt von Rouzat

## Partnerschaften
Mit der rumänischen Gemeinde Beliș in Transsylvanien besteht eine Gemeindepartnerschaft.